# Oscar Shaw
Pour les articles homonymes, voir Shaw et Schwartz.
Oscar Shaw, né Oscar Schwartz, le 11 octobre 1887, à Philadelphie, Pennsylvanie et mort le 6 mars 1967 à Little Neck, New York, est un acteur et chanteur américain de théâtre et de cinéma, surtout connu pour le rôle de Bob Adams dans le premier film des Marx Brothers, The Cocoanuts (1929). 

## Biographie
Selon les registres du recensement des États-Unis, il travaillait déjà comme acteur de théâtre dès 1910, tout en vivant avec sa mère, son frère et son beau-père[réf. nécessaire]. En 1913, il épouse en Angleterre Mary Louise Givler, originaire de Carlisle en Pennsylvanie. Ils se produisent ensemble dans un spectacle intitulé First American Ragtime Review au London Opera House. Le couple vient s'établir dans le village de Great Neck Estates, et en 1937, il déménage dans le quartier de  Thomaston à Great Neck, d'abord dans une maison puis dans un appartement donnant sur Welwyn Road. 
En mars 1937, il vend sa maison du 9 Myrtle Drive. Deux mois plus tôt Shaw avait perdu 50 000 $ dans un procès que lui avait intenté l'actrice Florence Roberts (connue sous le nom de scène : Etna Ross) pour l'avoir précipitée en bas d'un escalier alors qu'ils travaillaient ensemble dans une troupe théâtrale itinérante. Le procès se termine en janvier 1937 et on ne sait pas si c'est ce qui l'a obligé à vendre sa maison deux mois plus tard. 
Son épouse meurt le 31 mars 1964, à l'âge de 77 ans. Shaw quant-à-lui est décédé le 6 mars 1967 à l'âge de 79 ans. Il est enterré au cimetière Evergreen à Gettysburg, en Pennsylvanie.      

## Aperçu chronologique de la carrière d'Oscar Shaw
- En 1915, il incarne Dick Rivers dans un spectacle donné au  Princess Theatre, Very Good, Eddie, avec une musique de Jerome Kern et un livret de Guy Bolton
- En 1917, il apparaît dans  Leave It to Jane,  une comédie musicale de Jerome Kern et Bolton, avec des paroles de PG Wodehouse
- En 1919, il incarne le personnage de Tommy Tilford dans The Rose of China avec paroles de PG Wodehouse
- En 1920, il est Bradford Adams dans la comédie musicale de Victor Jacobi The Half Moon .
- En 1921, il apparaît dans trois spectacles : Ziegfeld 9 O'Clock Frolic, dans le rôle de Robert Barker dans la comédie musicale Vincent Youmans et Arthur Francis (Ira Gershwin ) Two Little Girls in Blue, et dans celui de Billy van Courtland dans la comédie musicale Kern de 1921, Bonjour, Dearie
- En 1923, il joue le rôle de Bastien dans la pièce musicale One Kiss
- En 1924, il se produit dans deux spectacles : il incarne Laddie Munn dans Dear Sir et joue dans The Music Box Revue, avec livret, musique et paroles d'Irving Berlin. En duo avec Grace Moore, il interprète All Alone une autre chanson fameuse d'irving Berlin qui n'avait pas été écrite pour cette revue, mais a été rajoutée au spectacle. La même année, il joue dans le film The Great White Way
- En 1925, il apparaît dans le film The King on Main Street de Monta Bell avec Adolphe Menjou
- En 1926, il apparaît dans deux films, Going Crooked et Upstage, ainsi que dans le rôle de Jimmy Winter dans Oh, Kay! comédie musicale de Guy Bolton, PG Wodehouse, George Gershwin et Ira Gershwin, avec Gertrude Lawrence et Victor Moore
- En 1927, il incarne Gerald Brooks dans The Five O'Clock Girl, avec Mary Eaton et en 1929, il joue le rôle de Bob Adams dans la version cinématographique de la comédie musicale des Marx Brothers, The Cocoanuts avec la même Mary Eaton, film dans lequel ils  chantent ensemble la chanson d'Irving Berlin, When My Dreams Come True
- En 1930, il incarne  Todd Addison dans la dernière comédie musicale de De Sylva, Brown et Henderson, Flying High, avec Bert Lahr, dans lequel il chante Thank Your Father et Happy Landing
- En 1931, il dans la compagnie nationale dans la comédie musicale de Gershwin, Of Thee I Sing et ns le rôle de Steve Merrick dans Everybody's Welcome
- En 1935, il est le Duke Bradford dans la comédie A Lady Detained, dont n'ont été données que 13 représentations.
- En 1936, il joue dans la comédie A Private Affair, qui donne lieu à  28 représentations
- En 1940, il apparaît sous le nom de Charlie Goodrich dans le film de Victor Young, Rhythm on the River, avec Bing Crosby, Mary Martin, Basil Rathbone et Oscar Levant
- En 1941, il joue le rôle de Monte Trenton Jr., dans la pièce Pie in the Sky, qui n'a eu que 6 représentations.

## Filmographie
| Année | Titre                   | Rôle             | Remarques                |
| ----- | ----------------------- | ---------------- | ------------------------ |
| 1924  | The Great White Way     | Joe Cain         |                          |
| 1925  | The King on Main Street | John D: Rockland |                          |
| 1926  | Upstage                 | Johnny Storm     |                          |
| 1926  | Going Crooked           | Banning          |                          |
| 1929  | Noix de coco            | Bob Adams        |                          |
| 1929  | Marianne                | Stagg            |                          |
| 1940  | Rhythm on the River     | Charlie Goodrich | (dernier rôle au cinéma) |